# 中御門経隆

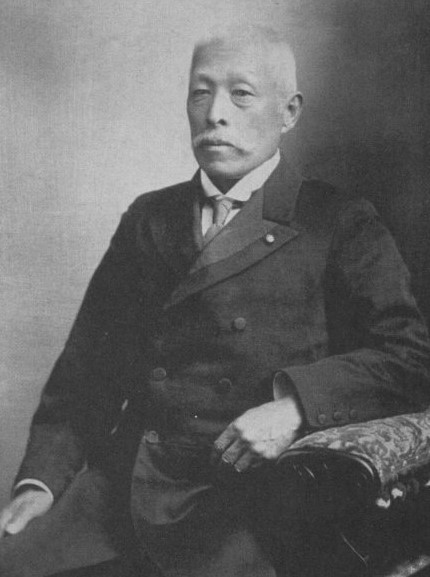
中御門経隆

中御門 経隆（なかのみかど つねたか、1852年3月19日（嘉永5年2月29日）- 1930年（昭和5年）4月1日）は、明治から大正期の海軍軍人、教育者、華族。最終階級は海軍大尉。貴族院男爵議員。旧名・寛麿。

## 経歴
山城国京都で侍従・中御門経之、堀河富子夫妻の三男として生まれる。1880年（明治13年）3月に分家して華族に列せられ、同年8月、経隆と改名。1884年（明治17年）7月8日、男爵を叙爵した。
明治元年（1868年）、イギリスに留学して海軍学校で学び、1876年（明治9年）に帰国。1877年（明治10年）海軍中尉に任官。以後、海軍兵学校監事、横須賀屯営分隊長、第一回漕丸（館山）分隊長、参謀本部海軍部編纂課第二部主事、佐世保海兵団分隊長、横須賀海兵団分隊長、呉海兵団分隊長などを歴任。1881年（明治14年）海軍大尉に進み、予備役編入後、1896年（明治29年）商船学校助教に就任し、兼大阪分校長、同教授兼大阪分校長を務め、1899年（明治32年）1月31日に辞職した。
1899年1月26日、貴族院男爵議員補欠選挙で当選し、1904年（明治37年）7月9日まで一期在任。1915年（大正4年）8月26日に隠居した。

## 親族
- 母：堀河富子（堀河康親子爵の娘）[1]
- 妻：中御門恭子（ゆきこ、岩倉具綱公爵長女）[1]
- 長女：大谷瓏子（大谷勝信夫人）[1]
- 二女：内田澄子（内田正吉夫人）[1]
- 三女：矢部敬子（よしこ、矢部吉禎夫人）[1]
- 二男：中御門経恭（中御門萬千子の養子となり本家中御門家を継承、貴族院侯爵議員）[1]
- 三男：中御門経民（貴族院男爵議員）[1]
- 四女：片谷佐保子（片谷伝造夫人）[1]
- 兄：中御門経明（貴族院侯爵議員）[12]